# 玄武郡
玄武郡，中国古代的郡。
北周置，治所在伍城县（今四川省中江县东南）。属新州。辖境相当今四川省中江县一带。隋朝开皇初年，废。